# Milton (Illinois)
Milton – wieś w Stanach Zjednoczonych, w stanie Illinois, w hrabstwie Pike.